# سنگ‌نوشته نوبا
سنگ‌نوشته نوبا (به انگلیسی: Nuba inscription) یا کتیبه نوبا یک متن صدر اسلامی است که در مسجدی در نزدیکی الخلیل یافت شد.
این سنگ‌نوشته گنبد صخره را به عنوان «بیت‌المقدس» یا «معبد مقدس»، «بیت هامیکداش» (در زبان عبری) معرفی می‌کند این یافته نشان می‌دهد که مسلمانان صدر اسلام از اهمیت کوه معبد به عنوان مکان معبد آگاه بودند معبد یهودیان و گنبد صخره را به عنوان بازسازی نمادین این فضای مقدس می‌دانستند.

در سنگ‌نوشته آمده‌است،
بسم الله الرحمن الرحیم، این سرزمین، نوبه، و تمام حدود آن و تمام محوطه آن، موقوفه صخرهٔ بیت‌المقدس و مسجدالاقصی است که توسط أمیر المؤمنین عمر بن الخطاب، فی سبیل الله تعالی وقف شده‌است. 